# Podbrdo
Podbrdo är ett samhälle i Bosnien och Hercegovina.   Det ligger i entiteten Republika Srpska, i den centrala delen av landet, 130 km nordväst om huvudstaden Sarajevo. Podbrdo ligger 780 meter över havet och antalet invånare är 4 028.
Terrängen runt Podbrdo är kuperad. Närmaste större samhälle är Mrkonjić Grad, 6,0 km sydost om Podbrdo. 
I omgivningarna runt Podbrdo växer i huvudsak blandskog. Runt Podbrdo är det ganska tätbefolkat, med 67 invånare per kvadratkilometer.